# کارل هولمستروم
کارل هولمستروم (انگلیسی: Karl Holmström؛ ۲۱ مارس ۱۹۲۵ – ۲۲ ژوئن ۱۹۷۴ (aged 49)) ورزشکار اسکی پرش اهل سوئد بود.
وی در مسابقات کشوری و بین‌المللی در مجموع برندهٔ ۱ مدال برنز شده‌است.